# Zasłonak niebieski

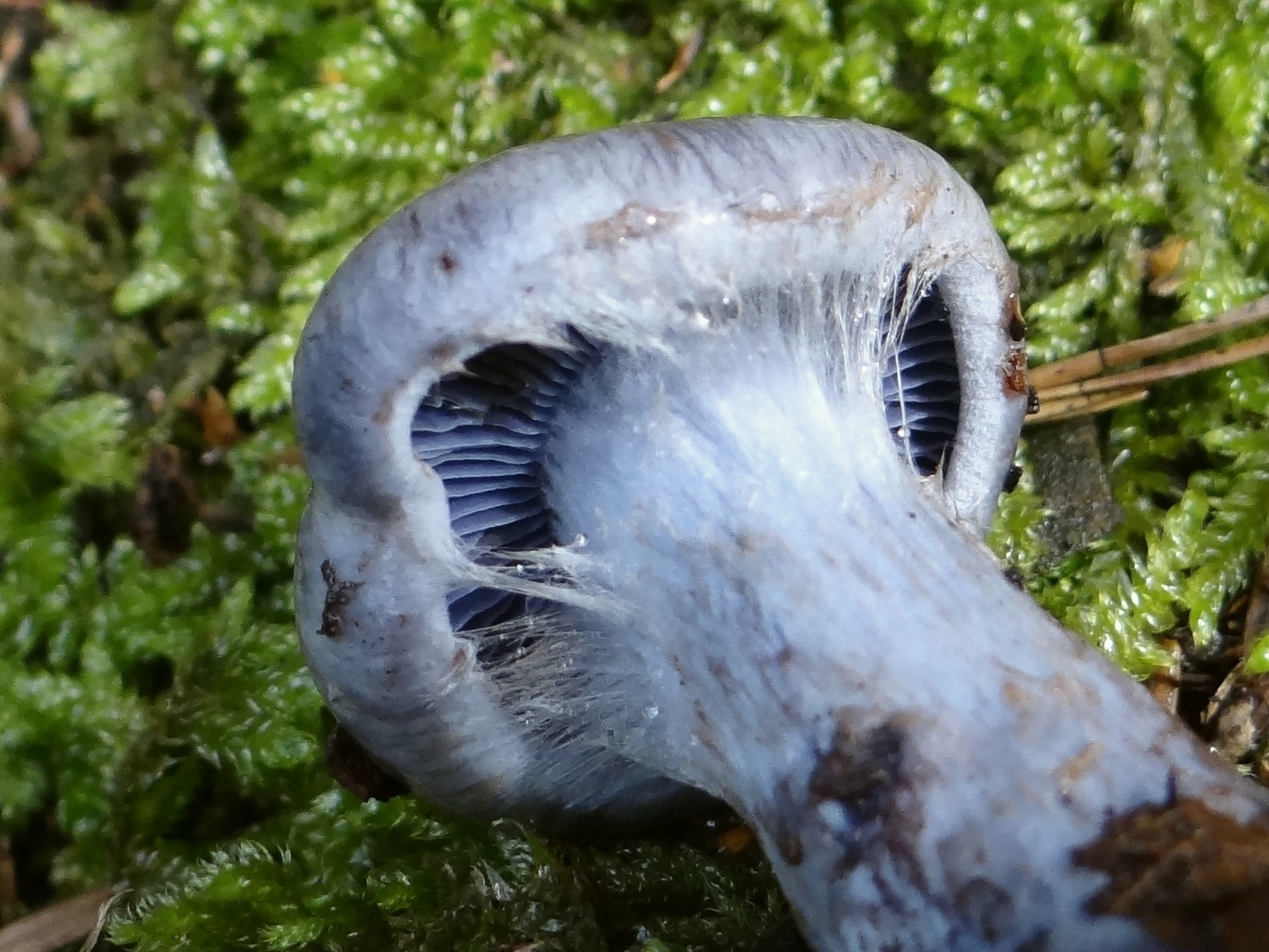
Młody owocnik

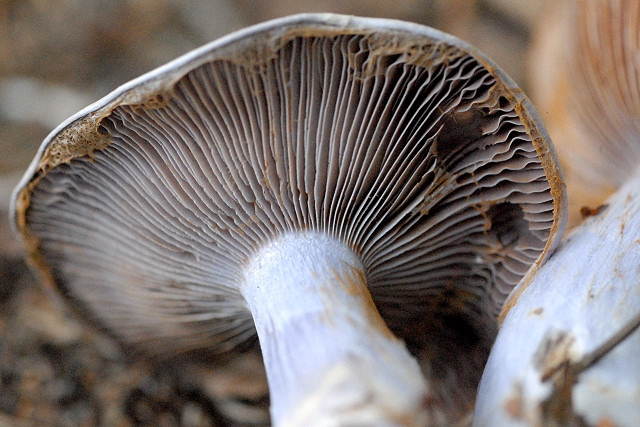
Starszy owocnik

Zasłonak niebieski (Cortinarius caerulescens (Schaeff.) Fr.) – gatunek grzybów należący do rodziny zasłonakowatych (Cortinariaceae).

## Systematyka i nazewnictwo
Po raz pierwszy opisał go w 1774 r. Jacob Christian von Schaeffer jako Agaricus caerulescens, do rodzaju Cortinarius przeniósł go Elias Fries w 1838 r. Niektóre synonimy nazwy naukowej:

- Agaricus bulbosus Huds., 1778
- Agaricus caerulescens Schaeff. 1774
- Agaricus cyanus Pers. 1801
- Agaricus violaceus Batsch 1783
- Bulbopodium caerulescens (Schaeff.) Earle 1909
- Cortinarius caesiocyaneus Britzelm. 1895
- Phlegmacium caerulescens (Schaeff.) Wünsche 1877
- Phlegmacium caesiocyaneum (Britzelm.) M.M. Moser 1953

Nazwę polską nadał A. Nespiak w 1975 r. (dla naukowej nazwy Cortinarius coerulescens).

## Morfologia
Kapelusz
Średnica 5–10 cm, kształt początkowo półkulisty, później łukowaty lub płaski i na środku nieco wgłębiony. Powierzchnia podczas suchej pogody jedwabiście matowa i sucha, podczas wilgotnej śliska i błyszcząca. Brzeg kapelusza długo pozostaje podwinięty i połączony z trzonem siwofioletową zasnówką. Początkowo ma barwę niebieskofioletową, później płowieje i staje się siwy do jasnoochrowego. Młode owocniki pokryte są brudnobiaławymi resztkami zasnówki.
Blaszki
Szerokie i szeroko przyrośnięte. U młodych owocników są niebieskofioletowe, później stają się siwofioletowe, w końcu ochrowobrązowe. Ostrza blaszek bruzdkowane i niebieskie.
Trzon
Wysokość 4–8 cm, grubość 1–2 cm, walcowaty, pełny. U podstawy posiada bulwę o średnicy do 4,5 cm. U młodych okazów pełny, u starszych pusty. Powierzchnia początkowo włóknista, o barwie siwofioletowej, później naga. W dolnej części posiada białą osłonę, która szybko przebarwia się na ochrowobrązowo.
Miąższ
Jasnoniebieski. Smak słaby, zapach stęchły.
Gatunki podobne
- zasłonak gołąbkowy (Cortinarius cumatilis). Nie posiada wyraźnej bulwy i rośnie w lasach iglastych[4].
- zasłonak niebieskawy (Cortinarius agathosmus). Ma inny trzon.

## Występowanie i siedlisko
Występuje w Ameryce Północnej, Europie, Korei i Japonii. W Europie jest szeroko rozprzestrzeniony, ale tylko w niektórych miejscach występuje liczniej. W Polsce notowany był w okolicach Jeleniej Góry, Gdańska, w Górach Świętokrzyskich i w Beskidzie Sądeckim. W 2013 r. nowe jego stanowiska w Łagowskim Parku Krajobrazowym nad Jeziorem Łagowskim podał T. Ślusarczyk. Nie jest znane jego rozprzestrzenienie, nie znajduje się jednak na liście gatunków zagrożonych. Jest na takich listach natomiast w Niemczech, Danii, Anglii, Słowacji i Czechach. Według T. Ślusarczyka również w Polsce powinien znaleźć się na liście gatunków zagrożonych.
Naziemny grzyb mikoryzowy. W Polsce rośnie w górskich lasach liściastych, na glebach wapiennych, szczególnie pod bukami, rzadziej pod dębami i grabami. Owocniki wytwarza od sierpnia do października.

## Znaczenie
Grzyb trujący. Zawiera orellaninę i powoduje zatrucia orellaninowe (8 grupa zatruć grzybowych). Substancja ta powoduje uszkodzenia nerek objawiające się późno, zwykle po 36 godzinach od spożycia grzybów, ale czasami dużo później, nawet po dwóch tygodniach. Bardzo trudno wówczas określić przyczynę zatrucia.